# Polska na Zimowych Igrzyskach Olimpijskich 1952
Polskę na Zimowych Igrzyskach Olimpijskich 1952 reprezentowało 30 zawodników w 4 dyscyplinach.
| Sportowcy | Lp. | złoto | srebro | brąz | 4 m. | 5 m. | 6 m. | 7 m. | 8 m. | Punkty |
| --------- | --- | ----- | ------ | ---- | ---- | ---- | ---- | ---- | ---- | ------ |
| 30        | –   | –     | –      | –    | –    | –    | 1    | –    | –    | 3      |

## Występy Polaków

### Hokej na lodzie
- Stanisław Szlendak, Jan Hampel, Henryk Bromowicz, Hilary Skarżyński, Kazimierz Chodakowski, Tadeusz Świcarz, Michał Antuszewicz, Alfred Gansiniec, Rudolf Czech, Stefan Csorich, Eugeniusz Lewacki, Marian Jeżak, Alfred Wróbel, Antoni Wróbel, Roman Penczek, Zdzisław Trojanowski – 6. miejsce

### Narciarstwo alpejskie
- Barbara Grocholska – zjazd, 13. miejsce; slalom gigant, nie ukończyła; slalom specjalny, 14. miejsce
- Maria Kowalska – zjazd, 34. miejsce; slalom gigant, nie ukończyła; slalom specjalny, 34. miejsce
- Teresa Kodelska – zjazd, nie ukończyła; slalom gigant, 34. miejsce; slalom specjalny, 32. miejsce
- Andrzej Gąsienica Roj – zjazd, 22. miejsce; slalom gigant, 41. miejsce; slalom specjalny, 28. miejsce
- Stefan Dziedzic – zjazd, 29. miejsce; slalom gigant, 38. miejsce; slalom specjalny, odpadł po 1. przejeździe (71. czas)
- Andrzej Czarniak – zjazd, 42. miejsce
- Józef Marusarz – zjazd, 43. miejsce; slalom gigant, 48. miejsce
- Jan Płonka – slalom gigant, 39. miejsce; slalom specjalny, odpadł po 1. przejeździe (57.-58. czas)
- Jan Gąsienica Ciaptak – slalom specjalny, nie ukończył 2. przejazdu

### Narciarstwo klasyczne
- Tadeusz Kwapień – bieg na 18 kilometrów, 41. miejsce
- Antoni Wieczorek – skoki narciarskie, 24. miejsce
- Stanisław Marusarz – skoki narciarskie, 27.-28. miejsce
- Jakub Węgrzynkiewicz – skoki narciarskie, 33. miejsce
- Leopold Tajner – skoki narciarskie, 39. miejsce